# Джеваншир, Мамед Гасан-ага
Мамедгасан-ага Сарыджалы-Джеваншир (азерб. Məhəmmədhəsən ağa Sarıcalı-Cavanşir) — российский военачальник, генерал-майор, сын и наследник карабахского хана Ибрагим Халила. Отец генерал-майора, общественного деятеля, поэта Джафар Кули Ага Джеваншира.
Командуя карабахской конницей 10 декабря 1804 года разбил персидское войско Абдул Фетих Аги в Дизаке, захватив до 1000 человек пленных. 9 июня 1805 года во главе отряда карабахской конницы, совместно с российскими войсками принял участие в сражении с персидскими войсками.

Из письма князя Цицианова к Мамед-Гасан-аге от 1 октября 1805 года: 
Е. И. В. всемилостивейший и великий наш Г. И. из особенного своего к вам благоволения всемилостивейше соизволил, по всеподданнейшему моему представлению, пожаловать вас в чин Российского генерал-майора, с произвождением жалованья по чину ежегодного, и удостоить именным Высочайшим на ваше имя рескриптом.
Был также удостоен медали, усыпанной алмазами с надписью: «За верность». Тяжело болел и умер 10 ноября 1805 года.
Из всеподданнейшего рапорта князя Цицианова от 28 ноября 1805 года: 
С стеснением сердца спешу всеподданнейше В. И. В. донести, что наипреданнейший и вернейший раб В. И. В. Мамед-Хасан-ага, сын Ибрагим-хана Карабагского и наследник ханства по силе трактата Высочайше утверждённого, будучи одержим чахоточною болезнию, 10-го числа сего месяца помре и я к прискорбию моему долгом ставлю при сем всеподданнейше присовокупить, что с потерею его я лишился лучшей опоры для Карабага